# Medasina ugandaria
Medasina ugandaria är en fjärilsart som beskrevs av Swinhoe 1904. Medasina ugandaria ingår i släktet Medasina och familjen mätare. Inga underarter finns listade i Catalogue of Life.